# Jason Isaacs
Jason Isaacs (* 6. června 1963 Liverpool) je britský herec. K jeho nejvýznamnějším filmovým rolím patří Lucius Malfoy v sérii o Harrym Potterovi (2002–2011) či plukovník William Travington ve snímku Patriot (2000). V televizi působil např. v seriálech Capital City (1988–1989), Bratrství (2006–2008), Case Histories (2011–2013), Procitnutí (2012) a Ztracená archa (2015). V letech 2017–2018 hrál v seriálu Star Trek: Discovery kapitána Gabriela Lorcu.
Působí také v divadle, v roli Louise Ironsona se představil v letech 1992–1993 v Národním divadle Londýn v obou částech hry Angels in America od Tonyho Kushnera. Dále hrál např. v roce 2007 v divadle Trafalgar Studios v inscenaci The Dumb Waiter od Harolda Pintera, kde ztvárnil Bena.
Pochází z židovské rodiny. V roce 1987 navázal vztah s dokumentaristkou Emmou Hewittovou, vzali se v roce 2001. Mají spolu dcery Lily (* 2002) a Ruby (* 2005).